# Cornillon-Confoux
Cornillon-Confoux település Franciaországban, Bouches-du-Rhône megyében. Lakosainak száma 1619 fő (2022. január 1.). Cornillon-Confoux Grans, Lançon-Provence, Miramas és Saint-Chamas községekkel határos.

## Népesség
A település népességének változása:
| Lakosok száma | 562  | 980  | 1060 | 1304 | 1350 | 1371 | 1373 | 1437 | 1494 | 1619 |
|               | 1968 | 1982 | 1990 | 2006 | 2013 | 2015 | 2017 | 2019 | 2020 | 2022 |